# Ходжейли
Ходжейли́, также Хожейли (каракалп. Xojeli / Хожели, узб. Xoʻjayli / Хўжайли) — город в Каракалпакстане, административный центр Ходжейлийского района.
Ходжейлийскому городскому хокимияту (мэрии) подчинён городской посёлок Водник.

## Этимология
Ходжейли — название города на русском языке. В русскоязычных текстах сайта государственной власти Каракалпакстана также используется вариант Хожейли.
Название города в лексическом переводе означает урочище рода ходжей.
В городе расположен некрополь Миздахкан, в мавзолее которого, по среднеазиатской легенде, похоронен Адам, первый человек.

## История
История города Ходжейли (Ходжа эли) специально до сих пор не изучалась. В трудах и исследованиях П. П. Иванова, М. Юлдашева, А. Садыкова, Я. Гулямова, С. К. Камалова, Ю. Брегеля, О. Жалилова, В. Н. Ягодина, М. Мамбетуллаева, Т. Ходжаева, Г. Ходжаниязова, М. Ш. Кдырниязова, М. Туребекова, Х. Есбергенова, О. Юсупова, других историков и археологов освещены различные стороны истории и истории культуры Ходжейли.
В этом отношении большой интерес представляют архивные материалы, касающиеся прошлой жизни города Ходжейли, который на протяжении более 500 лет был центром многочисленных исторических, социальных, культурных и политических событий левобережья Амударьи, одним из главных базаров каракалпаков, казахов, туркмен и хорезмских узбеков.
Ценные сведения о городе Ходжейли, где в прошлых веках побывали европейские и русские купцы, послы, путешественники и ученые-тюркологи, хранятся в архивах Санкт-Петербурга, Москвы, Оренбурга, Астрахани, Ташкента, Хивы, а также в архивных материалах ЦГАРК, ЦГА Ташаузской области, ЦГА Республики Узбекистан.
Начиная с XVII века, в хивинские посольские дела активно включились люди из рода ходжа, которые считают себя потомками пророка Иакуба и Ходжа Ахмеда Яссауи.

## География
Город расположен в 10 км к западу от от столицы республики города Нукуса и связан с ним автомобильным мостом через реку Амударью. Пристань на реке Амударье расположена в 11 км к востоку от центра города.
Железнодорожная станция на линии Туркменабад — Макат. Проходят поезда по направлениям Кунград — Ташкент, Волгоград —Ташкент.
На территории Ходжейли в целом и его окрестностях имеются аулы: Арка, Сурым, Найман аул, Шор аул, Колап аул, Сарыширик, Бозхаули, Байногай, Наймантуба и др.

## Экономика
В городе находятся солевой завод, текстильная фабрика, завод по производству асфальта и кирпичей, хлопковый завод, завод по производству хлопкового масла, предприятия пищевой промышленности.

## Население
Ходжейли — 2-й по численности населения город Каракалпакстана после Нукуса и 16-й в Узбекистане. Население насчитывает 104 589 человек (2009).
| Год                  | 1974 | 1991 | 2009  |
| Население, тыс. чел. | 40   | 61,2 | 104,6 |

## Известные жители
- Суньят Рахматуллин (1934—2008) — советский тренер по водным лыжам, инженер.
- Абдулла Кадырбаев (1926—1979) — председатель Комитета народного контроля Каракалпакской АССР.
- Алишер Авезбаев (p. 1971) — чемпион Азиатских игр по боксу в Японии (1994).[8]